# Territoriale prelatuur Infanta
De territoriale prelatuur Infanta (Latijn: Praelatura Territorialis Infantensis) is een rooms-katholieke territoriale prelatuur met als zetel Infanta, op de Filipijnen. De territoriale prelatuur is suffragaan aan het aartsbisdom Lipa. 

## Geschiedenis
De territoriale prelatuur werd opgericht op 25 april 1950, uit delen van het bisdom Lipa, en was suffragaan aan het aartsbisdom Manilla. Op 20 juni 1972 veranderde het van kerkprovincie en werd suffragaan aan het nieuw verheven aartsbisdom Lipa. 

## Parochies
De territoriale prelatuur had in 2021 een oppervlakte van 7.189 km2 en telde 505.000 inwoners waarvan 80,9% rooms-katholiek was.

## Prelaten
- Rufino Jiao Santos (apostolisch administrator: 30 mei 1950 - 10 juli 1951);
- Patrick Harmon Shanley (17 februari 1953 - 23 juni 1961; apostolisch administrator sinds 11 juli 1951);
- Julio Xavier Lizares Labayen Jr. (26 juli 1966 - 28 juni 2003; apostolisch administrator sinds 23 juni 1961);
- Rolando Octavus Joven Tria Tirona (28 juni 2003 - 8 september 2012);
- Bernardino Cruz Cortez (27 oktober 2014 - 16 mei 2025);
- Dave Capucao (16 mei 2025 - heden).[1]

## Galerij van afbeeldingen

Wapen van de territoriale prelatuur

Lipa (aartsbisdom) · Boac · Gumaca · Infanta (territoriale prelatuur) · Lucena